# دیوید فورنیس
دیوید فورنیس (انگلیسی: David Forniés؛ زادهٔ ۲ ژوئن ۱۹۹۱) بازیکن فوتبال اهل اسپانیا است.